# PlayStation All-Stars Battle Royale
PlayStation All-Stars: Battle Royale, в русской локализации известна как «Звёзды PlayStation: Битва Сильнейших» — компьютерная игра, в жанре файтинг, кроссовер между персонажами различных франшиз PlayStation. Игра была издана в 2012 году (в Японии — в следующем году), для консолей PlayStation 3 и PlayStation Vita. Критики посчитали игру вторичной, плохо сбалансированной и обладающей низкой реиграбельностью.

## Игровой процесс
Концепция игры во многом схожа с известной серией файтингов от компании Nintendo — Super Smash Bros. Можно выбирать среди 20 героев (и ещё 4 доступны через загружаемый контент) из разных серий игр, выпущенных в разное время для консолей PlayStation. Одновременно в драке участвует от двух до четырёх бойцов, управляемых людьми или компьютером, каждый персонаж помечен ярким цветным маркером, который помогает отличить своего бойца от чужого. У персонажей нет традиционных полосок здоровья, сражения идут на очки, которые начисляются после «аннигилирования» оппонента. Во время сражения игроки атакуют друг друга, за проведение успешной атаки начисляются очки, количество которых измеряет специальная шкала, находящиеся рядом с именем и иконкой персонажа в нижней части экрана. Во время боя можно использовать одну из трёх супер-атак, мгновенно убивающего одного или нескольких противников (мощность супер-атаки напрямую зависит от уровня энергии, третий уровень позволяет достаточно легко «аннигилировать» сразу всех противников). Каждый уничтоженный соперник — добавляет балл к общему счёту игрока, за смерть — балл снимается. Бой ограничен по времени, игроку необходимо успеть «аннигилировать» как можно большее число оппонентов. Побеждает тот, у кого больше всего очков. PlayStation All-Stars Battle Royale является кроссплатформенной игрой — онлайн-режим совместим между версиями для PlayStation 3 и PlayStation Vita.
В игре представлен традиционный однопользовательский режим, где игроки должны победить несколько случайно выбранных противников, т.н. главного соперника персонажа, а в конце сразиться с главным антагонистом и финальным боссом — Полигон Мэном. В режиме «Испытания» представлены цепочки из различных заданий. Например, убить противника поочерёдно супер-атакой каждого уровня или заработать «супер-очки», используя какой-то конкретный приём выбранного героя. «Турнир» — обычный сетевой режим, где можно выбрать «рейтинговый матч» или «быстрый бой». В специальной таблице можно сравнивать свои успехи с результатами других игроков.
В игре представлены 14 различных боевых арен. В каждой локации есть элементы, которые могут нанести урон персонажу, отняв некоторое количество очков жизни. Каждая арена основана на комбинации двух игровых франшиз — например арена «Деревня Сандовер» основана на серии игр Jak и Daxter и Hots Golf Shots, «Мир Воображения» — на LittleBigPlanet и Buzz!, «Безбилетники» — Uncharted и BioShock Infinite, а «Царство Аида» — God of War и Patapon.

## Персонажи
| Персонаж              | Игра               | Игра |
| --------------------- | ------------------ | ---- |
| Айзек Кларкa          | Dead Space         |      |
| Большой Папочка       | BioShock           |      |
| Данте                 | Devil May Cry      |      |
| Джек и Декстерb       | Jak and Daxter     |      |
| Зевсa                 | God of War         |      |
| «Злой» Коул Макграт   | inFamous           |      |
| Коул Макграт          | inFamous           |      |
| Кратос                | God of War         |      |
| Кэтa                  | Gravity Rush       |      |
| Нарико                | Heavenly Sword     |      |
| Нейтан Дрейк          | Uncharted          |      |
| Параппа               | PaRappa the Rapper |      |
| Полковник Радек       | Killzone           |      |
| Принцесса Обжора      | Fat Princess       |      |
| Райдэн                | Metal Gear         |      |
| Рэтчет и Кланкb       | Ratchet & Clank    |      |
| Сладкоежка            | Twisted Metal      |      |
| Слай Купер            | Sly Cooper         |      |
| Спайк                 | Ape Escape         |      |
| Сэкбой                | LittleBigPlanet    |      |
| Сэр Дэниэль Фортескью | MediEvil           |      |
| Торо Иноуэ            | Mainichi Issho     |      |
| Хэйхати Мисима        | Tekken             |      |
| Эмметт Грейвзa        | Starhawk           |      |

Примечания
↑  Загружаемый контент

Пример спорного аспекта игры — «мультяшный» фон арены, не сочетается с героями из «серьёзных» игровых франшиз.

↑  Декстер и Кланк являются вспомогательными персонажами, играбельные — Джек и Рэтчет.

## Разработка
Поначалу разработку игры поручили Naughty Dog, но так как студия была слишком занята созданием The Last of Us, проект отдали на разработку наспех сформированной команде SuperBot Entertainment. Руководителем игры стала Шэннон Стадстилл, ранее работавшая исполнительным продюсером в Santa Monica Studio. В начале 2011 года появилась новость о создании многопользовательской игры для PlayStation 3. Анонс PlayStation All-Stars Battle Royale состоялся в ноябре 2011 года, когда были выложены в сеть первые скриншоты из игры (тогда под кодовым названием Title Fight). Информация о других персонажах: как Параппа (Parappa the Rapper), Слай Купер (Sly), Нейтан Дрейк (Uncharted), Полковник Маел Радек (Killzone) и Принцесса Обжора (Fat Princess), появилась позже. Также были заявлены арены основанные на играх серии Jak & Daxter и Hot Shots Golf, LittleBigPlanet и т. д.
В апреле 2012 года стало известно название игры — PlayStation All-Stars Battle Royale. На сайте PlayStation Lifestyle было заявлено, что эксклюзив для PlayStation 3 будет анонсирован на июньской выставке E3. После этой информации Sony зарегистрировала домены www.playstationallstarsbattleroyale.com и www.playstationallstars.com.
Игра действительно была продемонстрирована на E3; там же состоялся анонс о выходе кроссовера на PlayStation Vita. В июле 2012 года появилась информация о разработчиках PlayStation All-Stars Battle Royale. Среди них упоминался создатель серии Evolution Championship Сет Киллиан.
Sony Computer Entertainment выпустила летом и осенью 2012 года в сервисы PlayStation Plus и PlayStation Network несколько бета-версий игры, где присутствовала возможность играть в многопользовательский режим.
Перед выпуском игры, 2 мая 2012 года компания Sony устроила распродажу своих проектов: God of War Collection, God of War: Origins Collection, Killzone 3 и The Sly Collection. Персонажи из данных игр принимают участие в PlayStation All-Stars Battle Royale.
Кроме того, было выпущено специальное издание игры, в котором были доступны специальные костюмы для персонажей. Позже данное дополнение стало продаваться в виде загружаемого контента. Также продавался бандл, который включал в себя: консоль PlayStation 3, игры PlayStation All-Stars Battle Royale, Sly Cooper: Thieves in Time и Ratchet & Clank: Full Frontal Assault.
В сентябре 2018 года Sony объявила о закрытии серверов для нескольких игр для PlayStation 3 в следующем месяце, включая PlayStation All-Stars Battle Royale. Позже отключение онлайна было отложено до 31 января 2019 года.

## Отзывы прессы
| Сводный рейтинг                    | Сводный рейтинг              |
| Агрегатор                          | Оценка                       |
| ---------------------------------- | ---------------------------- |
| GameRankings                       | 75,45 % (PS3) 73,17 % (Vita) |
| Metacritic                         | 74/100 (PS3) 75/100 (Vita)   |
| Иноязычные издания                 |                              |
| Издание                            | Оценка                       |
| 1UP.com                            | C                            |
| CVG                                | 6,8/10                       |
| EGM                                | 7,5/10                       |
| Eurogamer                          | 7/10                         |
| G4                                 | 4/5                          |
| Game Informer                      | 7,5/10                       |
| GameRevolution                     | [ 44 ]                       |
| GameSpot                           | 6,5/10                       |
| GamesRadar+                        | [ 46 ]                       |
| GameTrailers                       | 7,3/10                       |
| IGN                                | 8/10                         |
| VideoGamer                         | 6/10                         |
| Official PlayStation Magazine (UK) | 6/10                         |
| Русскоязычные издания              |                              |
| Издание                            | Оценка                       |
| Absolute Games                     | 77 %                         |

Игра получила средние оценки от игровой прессы, в обзорах пеняли на нулевую оригинальность, слабый баланс и низкую реиграбельность. «О нет, это даже близко не клон Super Smash Bros., хотя игра очень старается походить на шедевр Nintendo. Это, скажем так, дешёвое подобие, в котором нет ничего за пределами игровой механики. Ни кампании с сюжетом и роликами. Ни увлекательных мини-игр. Ни должного разнообразия героев и арен. Ни хоть какого-нибудь мало-мальского объяснения, какого чёрта популярные персонажи мутузят друг друга. Безвкусный вступительный ролик предваряет столь же безвкусное меню. Дальше следует быстрое обучение основам и прямая дорожка в мультиплеер. Больше в игре делать нечего» — писали в рецензии представители сайта GameTech. Игровой портал GameMAG вторил своим коллегам: «Звезды PlayStation: Битва Сильнейших — это провальная попытка сделать свой собственный Super Smash Bros. Игре очень не хватает продуманности игровой механики и по-настоящему культовых героев с приставок Sony. Возможно, она понравится игрокам, которые только недавно купили себе приставку, и пьяной компании, участники которой играли в „драчки“ последний раз на какой-нибудь Sega, в любом же другом случае этот проект может надоесть очень быстро». Сайт 3DNews поставил игре 6 баллов из 10, подытожив: «На первый взгляд всё приятно и мило, но при подробном разборе ряд деталей хочется критиковать. Да и нельзя, при всем желании, ставить положительную оценку не сетевой игре, в которой нечем заняться одиночному игроку. В общем, идею Sony ещё предстоит развить — если, конечно, продолжение последует». Портал Absolute Games оценил проект в 77 баллов из 100, отметив: «Тягаться в сложности игровой механики со „взрослыми“ файтингами ему всё равно не под силу, а, отказавшись от полного аркадного примитива, уравнять возможности 20 таких разных персонажей авторам не удалось — становятся очевидны дыры в балансе, одни бойцы явно сильнее других, находятся „нечестные“ приемы. Наиболее удачное применение игры — для легкомысленной вечеринки с друзьями — ставится таким образом под угрозу, так как возникает типичная ситуация: владелец консоли всех бескомпромиссно заруливает, гости начинают скучать…».
Много вопросов вызвал список персонажей игры, так ресурс GameMAG пишет: «Нет ни Лары Крофт, ни персонажей серий Final Fantasy и Shin Megami Tensei, ни вездесущих Ассассинов или кого-то из Снейков, нет много кого ещё. Зато в „битву сильнейших“ каким-то образом затесались: треугольный кот Торо, Принцесса Обжора, пёс в шапке по кличке Параппа, „новый“ Данте из DmC, а также некоторые другие не менее „значимые“ персонажи», а русский IGN: «Ни Крэша, бывшего в эпоху PS1 лицом консоли, ни Спайро — понятно, что Activision жадничает, но какой же All Stars может быть без столь ярких звезд?». Возможно, проблема эта вызвана тем, что Battle Royale стала первым экспериментом подобного рода на консоли PlayStation, и многие разработчики просто побоялись отдавать собственных, ставших культовыми, персонажей в руки неизвестных разработчиков из SuperBot. Также спорно выглядит стилизация под мультфильм (задние фоны), которая идеально подходила для сказочных героев (их там было большинство) из Super Smash Bros., тогда как в Battle Royale многие товарищи пожаловали из серьезных вселенных и смотрятся глуповато на фоне общей «рисованости».